# جيم جيمس
جيم جيمس (بالإنجليزية: Jim James)‏ هو مغن مؤلف ومغني وعازف قيثارة أمريكي، ولد في 27 أبريل 1978 في لويفيل في الولايات المتحدة.

## وصلات خارجية
- الموقع الرسمي
- جيم جيمس على موقع IMDb (الإنجليزية)
- جيم جيمس على موقع ميوزك برينز (الإنجليزية)
- جيم جيمس على موقع رولينغ ستون (الإنجليزية)
- جيم جيمس على موقع أول ميوزيك (الإنجليزية)
- جيم جيمس على موقع ديسكوغز (الإنجليزية)
- جيم جيمس على موقع قاعدة بيانات الفيلم (الإنجليزية)